# Beate Christmann
Beate Christmann (* 29. Dezember 1984) ist eine deutsche Degenfechterin und sechsfache deutsche Meisterin.

## Leben
Beate Christmann belegte den Studiengang Medien- und Kommunikationswissenschaften (BA) mit einem Sportstipendium an der Universität Mannheim, den sie im Jahre 2010 abschloss. Christmann tritt für den Fecht-Club Tauberbischofsheim an. Sie ist Aktivensprecherin des Fecht-Clubs am Olympiastützpunkt Tauberbischofsheim.

## Karriere
Bei den Deutschen Fechtmeisterschaften 2006 wurde Christmann mit der Degen-Mannschaft des Fecht-Clubs Tauberbischofsheim erstmals Deutsche Meisterin. In den Jahren 2008, 2009, 2014, 2018 und 2019 konnte Christmann jeweils deutsche Einzelmeisterin im Degen werden.